# Individualpädagogik
Mit Individualpädagogik wird im 19. Jahrhundert das Erziehungskonzept der Aufklärung bezeichnet, da es einen starken Fokus auf das einzelne Individuum, die Entwicklung seiner Autonomie und Selbstbestimmung, legte. Der Pädagoge Karl Mager, der 1842 den Begriff Sozialpädagogik einführte, hat darauf hingewiesen, dass diese Form der Erziehung eine Ergänzung durch eine Kollektiv- und Staatspädagogik bedarf.
Heute wird der Begriff zur Bezeichnung eines Handlungsmodells bzw. Erziehungskonzepts vorrangig für solche pädagogischen Maßnahmen im Rahmen der staatlichen Hilfen zur Erziehung gebraucht, bei denen einem deutlich belasteten, aber auch durch sein Verhalten die Gesellschaft belastenden Kind, Jugendlichen oder jungen Erwachsenen mit besonderem Hilfebedarf ein alleiniger Betreuer für seine persönliche Weiterentwicklung über ein sich entwickelndes Vertrauensverhältnis bei meist stationärer Unterbringung zur Verfügung steht, der Betreuungsgrad 1:1 beträgt. Individualpädagogik wird heute gelegentlich als Synonym zu Intensivpädagogik verstanden, geht aber weit über diese hinaus. Neben dem Personalschlüssel (1:1), der Rund-um-die Uhr-Verfügbarkeit des Betreuer ist vor allem die Qualität der persönlichen Bindung und partizipative Beziehungsarbeit in einem sicheren pädagogischen Setting entscheidend. In Deutschland sind solche und ähnliche Angebote im SGB VIII, § 27 ff geregelt.
1992 versuchte Rudi Krawitz die seit der Integrations- und Inklusionsforderung mehr und mehr umstrittene Bezeichnung „Sonderpädagogik“ durch den Begriff Individualpädagogik zu ersetzen und dadurch deutlich zu machen, dass in einer inklusiven Schule die Erziehungs-, Bildungs- und Unterrichtserfordernisse jeweils auf die individuellen Bedürfnisse des einzelnen Kindes oder Jugendlichen abgestimmt werden müssen.